# Ercheia albovariegata
Ercheia albovariegata är en fjärilsart som beskrevs av Embrik Strand 1914. Ercheia albovariegata ingår i släktet Ercheia och familjen nattflyn. Inga underarter finns listade i Catalogue of Life.